# Tchořovice
Tchořovice (en allemand : Torschowitz) est une commune du district de Strakonice, dans la région de Bohême-du-Sud, en République tchèque. Sa population s'élevait à 243 habitants en 2020.

## Géographie
Tchořovice se trouve à 6 km à l'ouest de Blatná, à 21 km au nord-nord-ouest de Strakonice, à 71 km au nord-ouest de České Budějovice et à 85 km au sud-ouest de Prague.
La commune est limitée par Kocelovice au nord, par Hajany et Blatná à l'est, par Kadov au sud et au sud-ouest, et par Lnáře au nord-ouest.

## Histoire
La première mention écrite du village date de 1321.